# Scheil-Gleichung
Die Scheil-Gleichung (häufig auch: Scheil-Gulliver-Gleichung) beschreibt in der Metallurgie die Verteilung eines Legierungsmittels in einer Legierung während der Erstarrung. Eine so beschriebene Erstarrung wird auch häufig Scheil-Erstarrung oder gerichtete Erstarrung genannt. Sie wurde zuerst von G. H. Gulliver 1913 in phänomenologischer und von Erich Scheil 1942 in mathematischer Form beschrieben.

## Beschreibung
Die Eigenschaften einer Legierung hängen stark von ihrer Zusammensetzung ab. Für die Beschreibung der Eigenschaften ist es hilfreich, die Konzentration der Legierungselemente im Werkstoff zu kennen. In der Regel sind nach einer Erstarrung die Legierungselemente nicht gleichmäßig über das Werkstück verteilt und die mathematische Beschreibung dieser Verteilung ist im allgemeinen Fall schwierig.
Lösungen können ermittelt werden, wenn gewisse Annahmen und Vereinfachungen gemacht werden.
Der Scheil-Ansatz setzt an der fortschreitenden Erstarrungsfront ein lokales Gleichgewicht zwischen dem Festkörper und der Schmelze voraus. Dies ermöglicht die Verwendung von Gleichgewichts-Phasendiagrammen in der Erstarrungsanalyse.
Im Gegensatz zu einer Gleichgewichtserstarrung wird weiterhin vorausgesetzt, dass in dem erstarrten Festkörper keine Diffusion stattfindet. Dies ist z. B. der Fall, wenn die charakteristische Diffusionslänge viel kleiner ist als die Werkstücklänge. Ebenfalls kommt es zu keiner Diffusion des Legierungselements aus der Schmelze in den Festkörper.
Für die Schmelze wird vollständige Durchmischung und dadurch eine homogene Verteilung des Legierungselements vorausgesetzt. Dies kann entweder durch Diffusion, Konvektion oder durch mechanisches Rühren der Schmelze erreicht werden.

## Herleitung
Unter diesen Annahmen kann die Scheil-Gleichung abgeleitet werden, die die Zusammensetzung des Werkstücks und der Schmelze als eine Funktion des erstarrten Volumenanteils während der Erstarrung beschreibt.
Wie angenommen wurde, ist der Diffusionskoeffizient im Festen {\displaystyle D_{S}=0}, da keine Diffusion stattfinden soll und in der Schmelze {\displaystyle D_{L}=\infty }, da die Durchmischung vollständig sein soll. {\displaystyle C_{L}} gibt die Konzentration des Legierungselements in der Schmelze und {\displaystyle C_{S}} im Festkörper an. {\displaystyle f_{L}} gibt den Volumenanteil der Schmelze und {\displaystyle f_{S}} den des Festkörpers an. {\displaystyle k} ist der sog. Verteilungskoeffizient, der sich aus dem Verhältnis der Gleichgewichtskonzentrationen im Festkörper und der Schmelze ergibt und aus dem Gleichgewichts-Phasendiagramm bestimmt werden kann:
{\displaystyle (1)\quad k={\frac {C_{S}}{C_{L}}}}
Wenn eine erste Menge {\displaystyle df_{S}} des Festkörpers entsteht, hat sie die Legierungsmittelkonzentration {\displaystyle kC_{0}}. Da die Gesamtmenge des Legierungsmittels erhalten werden muss, gilt:
{\displaystyle (2)\quad (C_{L}-C_{S})\ df_{S}=f_{L}\ dC_{L}}
Die Herleitung der Gl. {\displaystyle (2)} ist aus Abbildung 1 nachvollziehbar. Die gestrichelten Bereiche im Bild stellen die Menge des Legierungselements in der festen und der flüssigen Phase an der Phasengrenze dar.

Abbildung 1: Schematische Darstellung des Zustandes des lokalen Gleichgewichts an der Phasengrenze Flüssig-Fest zur Herleitung von Gl..

Auch die Gesamtmasse muss erhalten bleiben:
{\displaystyle (3)\quad f_{S}+f_{L}=1}
Mit {\displaystyle (1)} und {\displaystyle (3)} können wir {\displaystyle (2)} schreiben als:
{\displaystyle (4)\quad C_{L}(1-k)\ df_{s}=(1-f_{S})\ dC_{L}}
Die Randbedingung {\displaystyle C_{L}=C_{0}} am Anfang der Erstarrung bei {\displaystyle f_{S}=0} ermöglicht eine Integration der Differentialgleichung {\displaystyle (4)}:
{\displaystyle (5)\quad \displaystyle \int _{0}^{f_{S}}{\frac {df_{S}}{1-f_{S}}}={\frac {1}{1-k}}\displaystyle \int _{C_{o}}^{C_{L}}{\frac {dC_{L}}{C_{L}}}}
mit der der Konzentrationsverlauf in der Schmelze
{\displaystyle (6)\quad C_{L}=C_{0}\ (1-f_{S})^{k-1}}
und der Konzentrationsverlauf im erstarrten Werkstück
{\displaystyle (7)\quad C_{S}=kC_{0}\ (1-f_{S})^{k-1}}
in Abhängigkeit vom Erstarrungsfortschritt (Volumenanteil des Festkörpers {\displaystyle f_{S}}) angegeben werden können. Abbildung 2 zeigt diesen Verlauf.

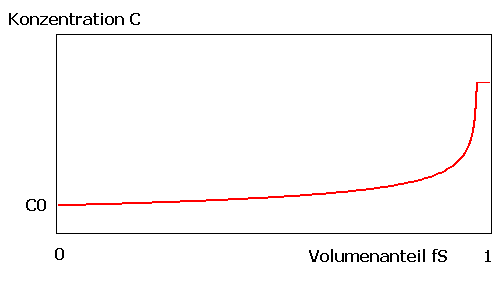
Abbildung 2: Verlauf der Konzentration C des Legierungselements B mit fortschreitender Erstarrung, bzw. dem Volumenanteil der erstarrten Phase. ist die Konzentration am Anfang der Erstarrung.

Die Scheil-Gleichung sagt ein Konzentrationsprofil voraus, bei dem die Konzentration am Ende des Werkstücks unendlich groß werden kann, d. h. in einem binären System A-B wird die Schmelze am Ende der Erstarrung aus 100 % B bestehen und somit auch als pures B erstarren. Ein alternativer Fall ist ein eutektisches System A-B, bei dem die Schmelze an dem Punkt, wo die eutektische Zusammensetzung erreicht wird, in dem Zustand auch erstarrt, so dass am Ende des Werkstücks ein typisch eutektisches Gefüge vorliegt.